# Grupo Chaclacayo
El Grupo Chaclacayo fue un colectivo queer de artistas fundado en Perú en 1982, y formado por Sergio Zevallos, Raúl Avellaneda y Helmut Psotta. El colectivo buscó interpelar el binarismo de género, la religiosidad, el legado del colonialismo y el conflicto armado interno peruano.

## Origen
El Grupo Chaclacayo se formó a raíz del distanciamiento de sus integrantes de la Escuela de Arte de la Universidad Católica del Perú en 1982. En marzo de ese año, Helmut J. Psotta había sido asimilado a la universidad como docente invitado desde Alemania para dictar clases de composición y diseño. En este contexto académico, conoce e inicia un vínculo sexo-afectivo con los entonces alumnos Sergio Zevallos y Raúl Avellaneda. En uno de los cursos que dictaba, Psotta propuso trabajar el tema de la tortura y requirió a sus alumnos reunir recortes periodísticos sobre ello. Esta iniciativa desencadenó reacciones hostiles tanto en algunos estudiantes como autoridades de la Escuela de Arte. Ante el rechazo hacia sus prácticas docentes, se mudó con Zevallos y Avellaneda a una casa ubicada en el distrito campestre de Chaclacayo en Lima.
La mudanza a Chaclacayo fue un esfuerzo por alejarse de la homofobia y el conservadurismo social, así como de la escena oficial del arte y sus estándares estéticos. Entre 1982 y 1989, la casa-taller que habitaron se convertiría en un espacio de creación artística multidisciplinaria. A partir de una perspectiva disruptiva, los integrantes del Grupo Chaclacayo realizaron fotografías, dibujos, esculturas, collages y performances sobre iconografía religiosa, opresión de la sexualidad disidente y violencia bélica.El grupo ocasionalmente colaboró con otros artistas como Jorge Ángeles, Sixto Paniora, Frido Martin, Klaus Wittkamp, Cesar Guerra y Piero Pereira.
La aparición del Grupo Chaclacayo está estrechamente vinculada al surgimiento de la «movida subte» peruana de los años 80. Esta corriente propuso respuestas contraculturales y anarquistas a las estructuras tradicionales de la época. Caracterizada por dinámicas de autogestión y la crudeza del lenguaje, la movida subte tuvo expresiones en la música, las artes visuales, las artes escénicas y la poesía. Creaciones asociadas a esta corriente transmitían crisis social, caos urbano y decepción de la clase política. Bandas de rock como Leusemia o colectivos poéticos como el Movimiento Kloaka tuvieron su origen en el periodo. El Grupo Chaclacayo compartió las exploraciones creativas de la movida subte, especialmente al posicionar el cuerpo al centro de la enunciación artística. Asimismo, la agrupación coincidió en la necesidad de abordar la violencia exacerbada difundida por la prensa sobre el conflicto armado interno peruano.

## Exposiciones
En noviembre del 1984 la agrupación llevó a cabo la exposición "Perú, un sueño..." en el Museo de Arte de Lima gracias a la influencia del crítico de arte alemán Wieland Schmied. Tras gestiones de Helmut Psotta, Schmied había visitado la casa-taller en Chaclacayoy decidido recomendar el trabajo del colectivo al patronato de la institución. Las autoridades del museo esperaban que el crítico de arte contribuyera a conseguir financiamiento del gobierno alemán para un proyecto de restauración arquitectónica. Finalmente, la ayuda para el financiamiento no se concretó pero la muestra "Perú, un sueño..." del Grupo Chaclacayo sí. El título de la exposición fue planteado como una crítica al ideal turístico y eurocéntrico sostenido sobre países del sur global. Paradójicamente, el afiche de la muestra imitaba el lenguaje de folletos de propaganda turística pero incorporaba imágenes de entierros, cadáveres y prisiones en el Perú. La violencia, el homoerotismo, la interpretación andrógina de la religiosidad y carácter político de "Perú, un sueño..." generaron oposición en medios locales. Luis Lama, uno de los principales críticos de arte en Lima, rechazaría la propuesta calificándola una “vivisección de la degeneración” en la revista Caretas. El investigador Miguel A. López asocia este rechazo a una resistencia a discursos disidentes en un orden heteronormativo y elitista.
Poco antes de la caída del Muro de Berlín en 1989, la agrupación se mudó a Alemania debido a posibilidades de exposición en este país y las dificultades económicas que les aquejaban en Chaclacayo.Su trabajo itinerante Todesbilder. Peru oder das Ende des europäischen Traums [Imágenes de la muerte. Perú o el final del sueño europeo] fue presentado en distintas ciudades alemanas. La muestra abarcó un amplio rango de temas que comprendía desde el colonialismo latinoamericano hasta la caída del comunismo en Europa. Planteada como una experiencia sin guion predefinido, incluyó performances, imágenes, textos y música. El montaje de esta obra fue recibido por el Institut für Auslandsbeziehungen (Stuttgart), el Museo de Bochum (Bochum), la Badischer Kunstverein (Karlsruhe) y el festival Fest III (Dresde). Finalmente, el Grupo Chaclacayo se disolvió alrededor del año 1995.
En noviembre del 2013, el Museo de Arte de Lima inauguró la muestra Un cuerpo ambulante. Sergio Zevallos en el Grupo Chaclacayo (1982-1994). Realizada en alianza con el Centro Cultural España en Lima (institución de la Cooperación Española), la exposición retrospectiva exploró la obra de Sergio Zevallos en el colectivo artístico y destacó sus propuestas como pioneras en la performance peruana.  La experiencia de Zevallos en el Grupo Chaclacayo había formado antes parte de la exposición Perder la forma humana. Una imagen sísmica de los años ochenta en América Latina en el Museo Nacional Centro de Arte Reina Sofía de Madrid, España.